# سيف علي إدي
سيف علي إدي (بالإنجليزية: Seif Ali Iddi)‏
ولد في زنجبار في 23 فبراير 1942. هو سياسي تنزاني وعضو برلمان لدائرة كيتوب منذ عام 2000.